# Конопниця (гміна, Велюнський повіт)
Гміна Конопниця (пол. Gmina Konopnica) — сільська гміна у центральній Польщі. Належить до Велюнського повіту Лодзинського воєводства.
Станом на 31 грудня 2011 у гміні проживало 3882 особи.

## Площа
Згідно з даними за 2007 рік площа гміни становила 83.06 км², у тому числі:
- орні землі: 66.00%
- ліси: 25.00%

Таким чином, площа гміни становить 8.95% площі повіту.

## Населення
Станом на 31 грудня 2011:
| Опис     | Загалом | Загалом | Чоловіки | Чоловіки | Жінки | Жінки |
| -------- | ------- | ------- | -------- | -------- | ----- | ----- |
| одиниця  | осіб    | %       | осіб     | %        | осіб  | %     |
| все      | 3882    | 100     | 1928     | 49.67    | 1954  | 50.33 |
| міське   | 0       | 100     | 0        |          | 0     |       |
| сільське | 3882    | 100     | 1928     | 49.67    | 1954  | 50.33 |

## Сусідні гміни
Гміна Конопниця межує з такими гмінами: Буженін, Відава, Злочев, Острувек, Осьякув, Русець.